# Cocconotus atratus
Cocconotus atratus är en insektsart som beskrevs av Max Beier 1960. Cocconotus atratus ingår i släktet Cocconotus och familjen vårtbitare. Inga underarter finns listade i Catalogue of Life.